# Bjerganemone
Bjerganemone (Anemone narcissiflora), også skrevet Bjerg-Anemone, er en staude med en spinkel, opret vækst. Blomsterne er hvide og den skærmagtige stand minder lidt om hvide narcisser. Den ses af og til brugt i stenbedsanlæg, men er ellers en udpræget vildstaude til naturnære anlæg.

## Beskrivelse
Bjerganemone er en flerårig, urteagtig plante med oprette, svagt hårede stængler. Bladene er runde og håndfligede med hel eller let bugtet rand. Oversiden er græsgrøn med lyse ribbetegninger, mens undersiden er lysegrøn. 
Blomstringen foregår i maj-juli (afhængigt af sneafsmeltningen på de naturlige voksesteder), og blomsterne er samlet i endestillede halvskærme med 3-8 blomster. Umiddelbart under blomsterstanden findes tre ustilkede højblade. De enkelte blomster er regelmæssige med 5-8 hvide kronblade og talrige, gule støvdragere. Frugterne er nødder med en fastsiddende griffel.
Rodsystemet består af en tyk, lodret jordstængel og mange, grove rødder.
Højde x bredde og årlig tilvækst: 0,50 x 0,20 m (50 x 20 cm/år). 

## Hjemsted
Bjerganemone er udbredt fra Mellemøstens bjergegne over Kaukasus, Centralasien, Sibirien og Østasien til Canada og det nordvestlige USA. I Europa er den udbredt i Central- og Østeuropa med populationer i Sydeuropas bjergegne. Arten er knyttet til lysåbne voksesteder med en middelfugtig, svagt basisk og ret næringsfattig jordbund. 
I det indre af øerne i øgruppen Aleuterne, som forbinder det nordøstlige Sibirien med Alaska, findes mosaikker af enge og heder. Her vokser arten sammen med bl.a. Aconitum kamtschaticum (en art af stormhat), gederams, perlekurv, amerikansk guldblomme, amerikansk skovstjerne, Artemisia unalaschensis (en art af bynke), Aster peregrinus (en art af asters), Bromus aleuticus (en art af Hejre), Calamagrostis landsdorffii (en art af rørhvene), Geranium erianthum (en art af storkenæb) og topspirende pileurt
| Portal | Portal:Botanik |

## Note
1. ↑  Olaus J. Murie: Fauna of the Aleutian Islands and Alaska Peninsula – en kortfattet og lidt rodet oversigt over øernes flora på (engelsk)